# Utsiktens BK
Utsiktens BK, med smeknamnet "Kiken", är en fotbollsklubb i Göteborg som bildades 1935 och uppkallades efter utsiktstornet i Slottsskogen. Hemmaplan för laget är egentligen Ruddalens IP, men eftersom laget numera spelar i Superettan och arenan inte godkänd för spel i vare sig i Superettan eller i Allsvenskan så spelar laget sina hemmamatcher på BK Häckens hemmaarena Bravida Arena. 
Klubbens A-lag spelar för närvarande (2023) i Superettan, efter att herrlaget under 2000-talet gjorde ett snabbt avancemang i seriesystemet med en klättring från Division 4 på bara 3 år.

## Historik
Numera finns endast fotboll kvar på klubbens program, men tidigare fanns också lag i handboll, bordtennis och bowling.
Utsiktens BK hade under lång tid även en framgångsrik ungdomssektion, men denna lades ner i slutet av 1980-talet. En ny sektion är dock under uppbyggnad och sedan 2010 har klubben ett juniorlag i spel.

### 2000-talet
Säsongen 2006 vann laget Division 4B med bred marginal. Laget vann 18 av 22 matcher under säsongen, gjorde 95 mål framåt och hade seriens skyttekung i Benjamin "Banjo" Westman som slog till hela 30 gånger.
Säsongen 2007 fortsatte framgångarna med serieseger i Division 3 Nordvästra Götaland. 17 segrar denna gång och till sist så var man hela 11 poäng före tvåan. Under året nådde man också tredje omgången av Svenska Cupen genom att slå ut Herrljunga SK med 6–1 och Ljungskile SK med 1–0 innan allsvenska Helsingborg blev för svåra (0–4).
2008 gjorde klubben sin första säsong i Division 2 och har stabilt placerat sig på övre halvan under både debutsäsongen och 2009.

### 2010-talet
I 2010 års spelartrupp fanns spelare med rutin från landets högsta serier som Martin Dohlsten (Gais, Örgryte IS och Ljungskile SK), Thomas Heed (Gais, IFK Göteborg), Fredrik Syversen (BK Häcken, Qviding) och Daniel Olsson (Qviding). De yngre spelarna Gabriel-Marcel Wehling och John Andersson utsågs under 2009 till bäste målvakt respektive bäste mittfältare i division 2 Västra Götaland.
Laget tränades från november 2010 av de två tidigare IFK Göteborg- och Gaisspelarna Glenn Hysén och Thomas Heed samt John Dohlsten (f.d. Gais) och Hans Bergström, tidigare målvaktstränare för IFK Göteborg U. I augusti 2014 blev före detta elitspelaren och FC Kopparberg-tränaren Torbjörn Nilsson klar som extra forwardstränare för klubbens A-lag. 
Laget svarade för klubbens dittills största bedrift, genom att säsongen 2011 vinna division 2 Västra Götaland, med 12 poäng före seriens tvåa.
Utsiktens BK spelade mellan 2012 och 2014 i Division 1 Södra.
2014 vann man division 1 södra, och därmed tog man steget upp i Superettan 2015 för första gången, men slutade näst sist och åkte ur.

### 2020-talet
Säsongen 2021 slutade laget på första plats i Div 1 södra, vilket åter innebar avancemang till Superettan 2022. Vid sommaruppehållet samma säsong återfanns laget i serieledning i Superettan för första gången någonsin. Utsikten rasade dock ihop under hösten och slutade på en elfte plats.
Säsongen 2023 blev klubbens hittills bästa, då Utsikten startade serien ännu bättre än 2022 och under sommaren ledde serien klart. Återigen tappade laget formen under hösten, men man lyckades samla sig tillräckligt för att bärga tredjeplatsen och en kvalplats till Allsvenskan mot IF Brommapojkarna. I kvalet åkte man emellertid på en riktig smäll, då man förlorade första matchen med hela 0–7.

## Spelare

### Spelartruppen
| Nummer      | Land           | Spelare                | Födelsedatum      | Kom från            | Moderklubb         |           |
| Målvakter   | Målvakter      | Målvakter              | Målvakter         | Målvakter           | Målvakter          | Målvakter |
| ----------- | -------------- | ---------------------- | ----------------- | ------------------- | ------------------ | --------- |
| 1           | Sverige        | Oliver Gustafsson      | 15 maj 1993       | FC Kålltorp         | Gais               |           |
| 29          | Sverige        | Lukas Lehto            | 25 maj 2006       | Utsiktens BK U      | Solängens BK       |           |
| Försvarare  |                |                        |                   |                     |                    |           |
| 2           | Sverige        | Daniel Hermansson      | 1 juni 1998       | Bryne               | Kärra KIF          |           |
| 3           | Sverige        | Jesper Brandt          | 13 september 1993 | Gais                | Qviding FIF        |           |
| 4           | Irak           | Allan Mohideen         | 11 november 1993  | Balltorps FF        | Kållereds SK       |           |
| 5           | Sverige        | Filip Fredriksson      | 16 mars 2005      | Utsiktens BK U      | Hovås Billdal IF   |           |
| 13          | Sverige        | Malkolm Moënza         | 15 november 1993  | Jönköpings Södra IF | Sandarna BK        |           |
| 21          | Sverige        | Kevin Rodeblad Lowe    | 30 december 2000  | FC Trollhättan      | Kälvesta IoF       |           |
| 23          | Sverige        | Ivo Pękalski           | 3 november 1990   | Norrby IF           | Linero IF          |           |
| 33          | Sverige        | Sebastian Lagerlund    | 14 september 2002 | BK Häcken           | Hönö IS            |           |
| -           | Uganda         | Ronald Mukiibi         | 16 september 1991 | Degerfors IF        | Mossens BK         |           |
| Mittfältare |                |                        |                   |                     |                    |           |
| 6           | Sverige        | Erik Kembel Westermark | 10 februari 1992  | Ljungskile SK       | Sävedalens IF      |           |
| 8           | Sverige        | Alexander Faltsetas    | 4 juli 1987       | BK Häcken           | Västra Frölunda IF |           |
| 9           | Sverige        | Robin Book             | 5 april 1992      | Jönköpings Södra IF | Helsingborgs IF    |           |
| 14          | Sverige        | Wiggo Hjort            | 21 februari 2004  | Stenungsunds IF     | Askims IK          |           |
| 22          | Nordmakedonien | Predrag Ranđelović     | 2 mars 1990       | Gais                | Partizan Belgrad   |           |
| -           | Syrien         | Hosam Aiesh            | 14 april 1995     | FC Seoul            | Azalea BK          |           |
| Anfallare   |                |                        |                   |                     |                    |           |
| 7           | Sverige        | Karl Bohm              | 24 augusti 1995   | Gais                | Alingsås IF        |           |
| 14          | Sverige        | Melker Österberg       | 12 september 2005 | Utsiktens BK U      | Hovås Billdal IF   |           |
| 17          | Sverige        | William Nilsson        | 24 oktober 2004   | Tvååkers IF         | Älvsborg FF        |           |
| 20          | Sverige        | Vilhelm Gunnarsson     | 30 december 2005  | Utsiktens BK U      | Lerums IS          |           |
| 99          | Sverige        | Lorent Mehmeti         | 3 januari 2004    | Halmstads BK        | IF Leikin          |           |

### Utlånade spelare
| Nr | Land | Pos | Namn |
| -- | ---- | --- | ---- |